# 旧雄物川橋梁

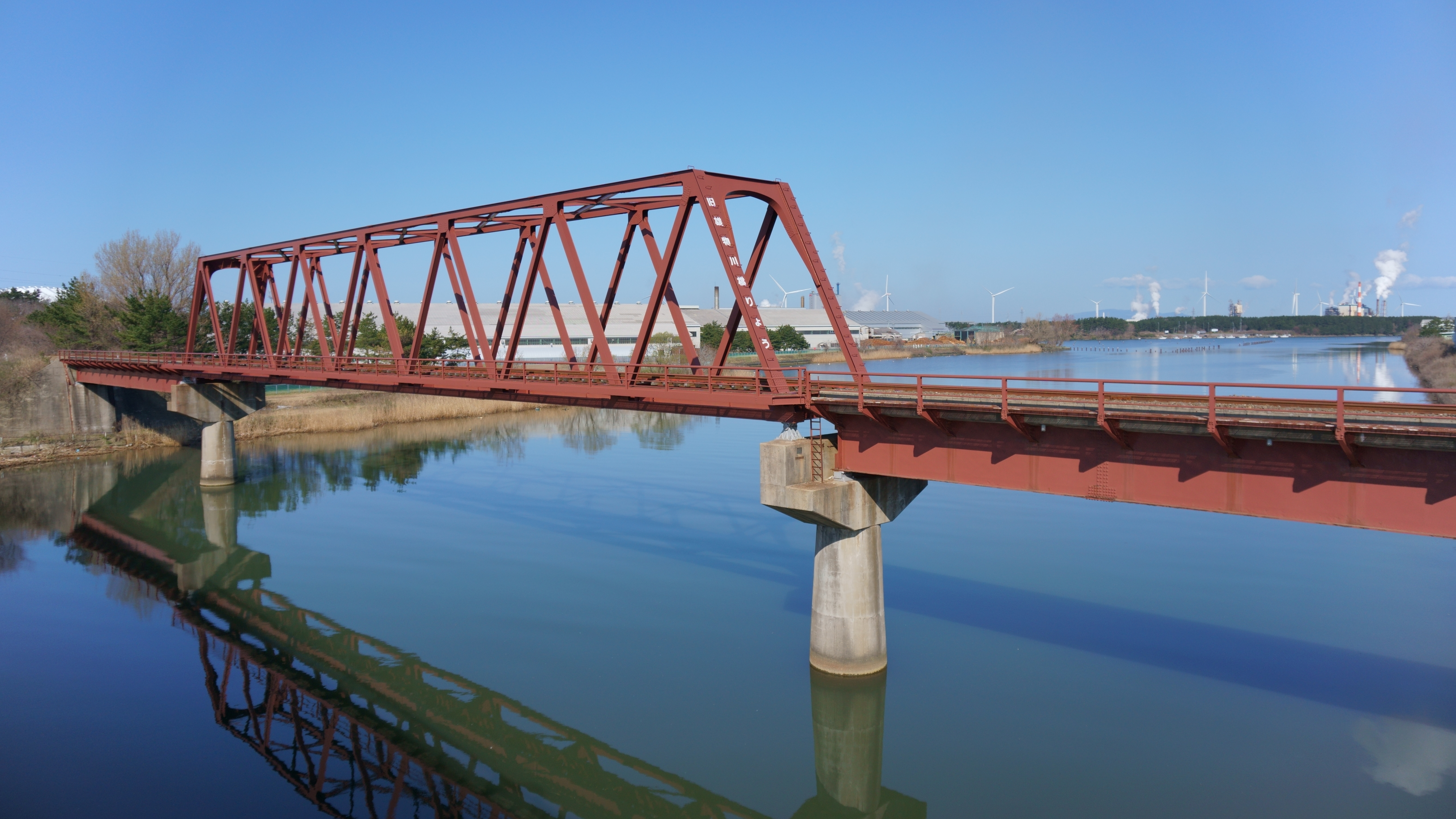
旧雄物川橋梁

旧雄物川橋梁（きゅうおものがわきょうりょう）は、秋田県秋田市にある旧雄物川（秋田運河）に架かる秋田臨海鉄道秋田臨海鉄道線（南線）の鉄道橋である。
現在は、用途が消滅したため、撤去されている。

## 概要
本橋梁は、秋田臨海鉄道線（南線）の建設工事に伴って1971年（昭和46年）に完成した。秋田港駅 - 向浜駅間の雄物川水系である旧雄物川（秋田運河）に架かる橋梁である。貨物専用線のため旅客列車が通ることはなく、一日3往復の貨物列車が設定されていた。だが、2021年4月1日全線廃止に伴い、用途が消滅したため、撤去された。

## 構造
単線下路式平行弦ワーレントラス1連 + 単線上路式プレートガーダー2連から構成される。

## その他
当橋梁は秋田臨海鉄道線（南線）屈指の撮影スポットとなっている。

## 隣の橋
（旧雄物川河口） - 旧雄物川橋梁 - 新港大橋 - 臨海大橋 - （上流）